# Iqra
Iqra (arabisk: اقراﺀ) er et arabisk kvindenavn.

## Etymologi
Iqra betyder "læs" på arabisk, og tolkes gerne som en befaling om at læse Koranen.

## Udbredelse
Der er i Danmark 86 kvinder, der har Iqra som første fornavn, mens der i Norge er 178 kvinder med Iqra som første fornavn.